# Natural (grupo)
Natural fue una boy band estadounidense que se formó en 1999 y se disolvió en 2004 y que estaba formada por Ben Bledsoe, Marc Terenzi, Michael «J» Horn, Michael Johnson y Patrick King.
Fueron conocidos principalmente por su sencillo debut «Put Your Arms Around Me». Tuvieron éxito en Alemania y Filipinas, lanzando dos álbumes y nueve sencillos.

## Historia
La banda intentó firmar con un sello discográfico por su cuenta, pero terminó siendo rechazada por la mayoría de los sellos principales. Originalmente trabajaron con el manager Veit Renn, y grabaron varias canciones. La banda finalmente recurrió a Lou Pearlman, quien había tenido éxito con algunas de las boy bands más importantes del mundo. Renn no quedó satisfecho con esto y presentó una demanda. Se desconoce el resultado del caso, aunque la banda finalmente se quedó con Pearlman. La banda firmó con Transcontinental Records y lanzó álbumes bajo ese sello en los Estados Unidos y con Sony BMG en el extranjero.
A diferencia de la mayoría de las boy bands que son grupos vocales, los miembros de Natural tocaban instrumentos. Renn afirma que fue él quien insistió en que aprendieran a tocar instrumentos y gastó 75.000 dólares en su formación. Sin embargo, algunos miembros como Michael Horn y Marc Terenzi habían estado tocando desde la infancia.
A mediados de 2000, Pearlman contrató a Steve Kipner para escribir el primer sencillo de Natural, «Put Your Arms Around Me». También llegó a un acuerdo con la tienda de accesorios para adolescentes Claire's. La tienda vendió el sencillo como extra con una compra de 12 dólares o más. A esto le siguió una gira conjunta con The Monkees y Claire's. Sin embargo, el sencillo nunca llegó a figurar en el Billboard Hot 100. El sencillo llegó al número tres en la lista de ventas Billboard Hot 100 Single, aunque tuvo poco impacto en el público general.
En 2001, prestaron sus voces para cantar en la banda Party Posse, en el episodio de Los Simpson titulado «New Kids on the Blecch».
Natural intentó realizar varias promociones en Estados Unidos durante los siguientes años, aunque de forma esporádica. Estas promociones incluyeron varias entrevistas y artículos en la revista POPstar, una actuación en el Macy's Thanksgiving Day Parade en 2001, un popurrí de homenaje a Bee Gees como parte de «Disco Ball» de ABC en 2003 y, en un momento dado, una gira por centros comerciales con Saks Fifth Avenue. Sin embargo, nunca llegaron a las listas ni tuvieron éxito en la radio fuera de Orlando.
Pearlman decidió esperar el lanzamiento en Estados Unidos y la banda regresó a Alemania, donde se lanzó su primer álbum Keep It Natural.El álbum irrumpió en la cima de las listas en muchos territorios alrededor del mundo y debutó en el número dos en el país europeo. La banda continuó con ocho sencillos entre los diez primeros y múltiples números uno. Las giras crecieron desde lugares del tamaño de clubes hasta giras por estadios.
La banda comenzó a actuar en eventos de la NASA en 2001. Cantaron en el lanzamiento del transbordador espacial Endeavour al inicio de su vuelo número 16. También interpretaron «The Star-Spangled Banner» para la tripulación del transbordador espacial Columbia antes de su lanzamiento. Estaban planeando coescribir una canción de temática espacial con el astronauta William McCool antes de su muerte.

## Otros proyectos
Ben Bledsoe comenzó su carrera en solitario en 2005 y lanzó su propio álbum en solitario titulado Insomniac's Guide to a Lonely Heart, para el que escribió gran parte de la música y las letras. Realizó una gira por Estados Unidos y Alemania para promocionarlo. También ha actuado en varios programas de televisión y películas.

## Discografía

### Álbumes de estudio
- 2002: Keep It Natural
- 2004: It's Only Natural

### Sencillos
- 2001: «Put Your Arms Around Me»
- 2002: «Let Me Count the Ways»
- 2002: «Will It Ever»
- 2003: «Runaway»
- 2003: «Paradise»
- 2003: «What If»
- 2004: «Let Me Just Fly»
- 2004: «Just One Last Dance»
- 2004: «Why It Hurts»